# 侯廷珮
侯廷珮（1546年—1598年），字長德，號泰和、太和，陝西寧夏衛籍，明朝政治人物，萬曆丙戌進士。累官都給事中。

## 生平
萬曆四年（1576年）丙子陕西乡试第六十名，萬曆十四年（1586年），侯廷珮登丙戌科会试三百四十名，第三甲第一百七名進士。都察院观政，本年八月被选为四川犍為縣知縣，十六年二月调任山西陽曲縣知县。萬曆二十年（1592年）十月，考選兵科給事中。二十一年遷户科右，二十二年升工科左，持节册封华阴王。本年十二月升刑科都給事中。二十六年卒，年五十三。

## 家族
其先为应天府上元县人，本姓金，高祖金一林，为安塞王教授，一林生子金继，由此定居宁夏。金继之子金源，改为侯姓。曾祖父侯繼因；祖父侯源，曾任壽官；父親侯完，號杞园。母陳氏。弟侯廷玉，生员。